# Grand Prix moto de Malaisie 1995
Le  Grand Prix moto de Malaisie 1995 est la deuxième manche du championnat du monde de vitesse moto 1995. La compétition s'est déroulée le 2 avril 1995 sur le circuit de Shah Alam. C'est la 5e édition du Grand Prix moto de Malaisie.

## Classement final 500 cm3
| Pos  | Pilote               | Constructeur     | Temps/Écart     | Points |
| ---- | -------------------- | ---------------- | --------------- | ------ |
| 1    | Mickael Doohan       | Honda            | 47 min 54 s 380 | 25     |
| 2    | Daryl Beattie        | Suzuki           | +6 s 799        | 20     |
| 3    | Alex Criville        | Honda            | +10 s 107       | 16     |
| 4    | Kevin Schwantz       | Suzuki           | +14 s 144       | 13     |
| 5    | Alberto Puig         | Honda            | +15 s 238       | 11     |
| 6    | Alex Barros          | Honda            | +15 s 304       | 10     |
| 7    | Shinichi Itoh        | Honda            | +15 s 536       | 9      |
| 8    | Loris Reggiani       | Aprilia          | +17 s 976       | 8      |
| 9    | Juan Borja           | ROC Yamaha       | +55 s 786       | 7      |
| 10   | Bernard Garcia       | ROC Yamaha       | +56 s 144       | 6      |
| 11   | Frédéric Protat      | ROC Yamaha       | +1 min 22 s 200 | 5      |
| 12   | Cristiano Migliorati | Harris Yamaha    | +1 min 26 s 909 | 4      |
| 13   | Marc Garcia          | ROC Yamaha       | +1 min 51 s 774 | 3      |
| 14   | Jeremy McWilliams    | Yamaha           | +1 tour         | 2      |
| 15   | Andrew Stroud        | ROC Yamaha       | +1 tour         | 1      |
| 16   | Bernard Haenggeli    | ROC Yamaha       | +1 tour         |        |
| 17   | Bruno Bonhuil        | ROC Yamaha       | +1 tour         |        |
| 18   | Jamie Robinson       | Harris Yamaha    | +1 tour         |        |
| 19   | Jean-Pierre Jeandat  | Padgett Kawasaki | +1 tour         |        |
| Abd. | Eugene McManus       | Harris Yamaha    | Abandon         |        |
| Abd. | Norifumi Abe         | Yamaha           | Abandon         |        |
| Abd. | Neil Hodgson         | ROC Yamaha       | Abandon         |        |
| Abd. | Luca Cadalora        | Yamaha           | Abandon         |        |
| Abd. | Laurent Naveau       | ROC Yamaha       | Abandon         |        |
| Abd. | Adrien Bosshard      | ROC Yamaha       | Abandon         |        |
| Abd. | Scott Gray           | ROC Yamaha       | Abandon         |        |
| Abd. | Sean Emmett          | Harris Yamaha    | Abandon         |        |
| Abd. | James Haydon         | Yamaha           | Abandon         |        |
| Abd. | Loris Capirossi      | Honda            | Abandon         |        |

## Classement final 250 cm3
| Pos  | Pilote                    | Constructeur | Temps/Écart     | Points |
| ---- | ------------------------- | ------------ | --------------- | ------ |
| 1    | Max Biaggi                | Aprilia      | 45 min 27 s 292 | 25     |
| 2    | Tetsuya Harada            | Yamaha       | +5 s 084        | 20     |
| 3    | Tadayuki Okada            | Honda        | +5 s 821        | 16     |
| 4    | Ralf Waldmann             | Honda        | +9 s 188        | 13     |
| 5    | Jean-Philippe Ruggia      | Honda        | +9 s 374        | 11     |
| 6    | Jean-Michel Bayle         | Aprilia      | +34 s 638       | 10     |
| 7    | Nobuatsu Aoki             | Honda        | +37 s 606       | 9      |
| 8    | Luis d'Antin              | Honda        | +40 s 350       | 8      |
| 9    | Kenny Roberts Jr          | Yamaha       | +40 s 612       | 7      |
| 10   | Olivier Jacque            | Honda        | +43 s 993       | 6      |
| 11   | Jurgen van den Goorbergh  | Honda        | +55 s 397       | 5      |
| 12   | Eskil Suter               | Aprilia      | +1 min 02 s 421 | 4      |
| 13   | José Luis Cardoso         | Aprilia      | +1 min 05 s 033 | 3      |
| 14   | Patrick van den Goorbergh | Aprilia      | +1 min 08 s 484 | 2      |
| 15   | Olivier Petrucciani       | Aprilia      | +1 min 12 s 802 | 1      |
| 16   | Adolf Stadler             | Aprilia      | +1 min 13 s 848 |        |
| 17   | Jurgen Fuchs              | Honda        | +1 min 14 s 003 |        |
| 18   | Takeshi Tsujimura         | Honda        | +1 min 19 s 112 |        |
| 19   | Davide Bulega             | Honda        | +1 min 24 s 717 |        |
| 20   | Sadanori Hikita           | Honda        | +1 min 24 s 720 |        |
| 21   | Régis Laconi              | Honda        | +1 tour         |        |
| 22   | Gregorio Lavilla          | Honda        | +1 tour         |        |
| 23   | Bernd Kassner             | Aprilia      | +1 tour         |        |
| 24   | Pere Riba                 | Aprilia      | +1 tour         |        |
| Abd. | Luis Maurel               | Honda        | Abandon         |        |
| Abd. | Miguel Angel Castilla     | Yamaha       | Abandon         |        |
| Abd. | Shahrun Nizam             | Yamaha       | Abandon         |        |
| Abd. | Niall Mackenzie           | Aprilia      | Abandon         |        |
| Abd. | Doriano Romboni           | Honda        | Abandon         |        |

## Classement final 125 cm3
| Pos  | Pilote             | Constructeur | Temps/Écart     | Points |
| ---- | ------------------ | ------------ | --------------- | ------ |
| 1    | Garry McCoy        | Honda        | 21 min 18 s 350 | 12,5   |
| 2    | Stefano Perugini   | Aprilia      | +0 s 427        | 10     |
| 3    | Akira Saito        | Honda        | + 6 s 334 s     | 8      |
| 4    | Herri Torrontegui  | Honda        | +9 s 810        | 6,5    |
| 5    | Andrea Ballerini   | Aprilia      | +10 s 295       | 5,5    |
| 6    | Takehiro Yamamoto  | Honda        | +10 s 584       | 5      |
| 7    | Dirk Raudies       | Honda        | +14 s 784       | 4,5    |
| 8    | Tomoko Igata       | Honda        | +15 s 184       | 4      |
| 9    | Gabriele Debbia    | Yamaha       | +22 s 437       | 3,5    |
| 10   | Kazuto Sakata      | Aprilia      | +29 s 399       | 3      |
| 11   | Gianluigi Scalvini | Aprilia      | +30 s 996       | 2,5    |
| 12   | Hideyuki Nakajo    | Honda        | +37 s 644       | 2      |
| 13   | Ken Miyasaka       | Honda        | +37 s 984       | 1,5    |
| 14   | Stefan Prein       | Yamaha       | +55 s 686       | 1      |
| 15   | Masaki Tokudome    | Aprilia      | +1 min 04 s 524 | 0,5    |
| 16   | Chee Kieong Soong  | Yamaha       | +1 min 05 s 831 |        |
| 17   | Peter Öttl         | Aprilia      | +1 min 11 s 598 |        |
| 18   | Haruchika Aoki     | Honda        | +1 min 11 s 758 |        |
| 19   | Oliver Koch        | Aprilia      | +1 min 29 s 364 |        |
| 20   | Jorge Martinez     | Yamaha       | +1 min 30 s 169 |        |
| 21   | Noboru Ueda        | Honda        | +1 min 30 s 463 |        |
| 22   | Tetsu Ito          | Honda        | +1 min 30 s 780 |        |
| 23   | Emilio Alzamora    | Honda        | +1 min 53 s 023 |        |
| 24   | Tomomi Manako      | Honda        | +1 tour         |        |
| 25   | Hiroyuki Kikuchi   | Honda        | +1 tour         |        |
| 26   | Ivan Cremonini     | Honda        | +1 tour         |        |
| Abd. | Yoshiaki Katoh     | Yamaha       | Abandon         |        |
| Abd. | Armando Lopez      | Aprilia      | Abandon         |        |
| Abd. | Stefan Kurfiss     | Yamaha       | Abandon         |        |
| Abd. | Loek Bodelier      | Aprilia      | Abandon         |        |
| Abd. | Manfred Geissler   | Aprilia      | Abandon         |        |